# Trestonia fulgurata
Trestonia fulgurata là một loài bọ cánh cứng trong họ Cerambycidae.